# Discografia di Marva Jan Marrow
Discografia della cantautrice statunitense Marva Jan Marrow.

## Album

### Colonne sonore
- 1973: Blu Gang - E vissero per sempre felici e ammazzati[1] (Numero Uno, ZNLN 55654)

### Collaborazioni
- 1972: Fede, speranza, carità dei J.E.T. – cori (con Antonella Ruggiero[2])[2]
- 1972: Fratelli La Bionda s.r.l. dei La Bionda – cori (con Bart Herreman, Roberta Zaruso, Nicoletta, Roberto e Andrea Paravicini)
- 1974: Stanze di vita quotidiana di Francesco Guccini – scacciapensieri
- 1975: Good-Bye Indiana di Ivano Fossati – voce
- 1975: Chocolate Kings della PFM – testi (con Mauro Pagani)
- 1975: Banco del BdMS – testi adattati in inglese
- 1976: Matia Bazar 1 dei Matia Bazar – testi (con Aldo Stellita e Graham Johnson)[2]
- 1977: Jet Lag della PFM – testi (con Franz Di Cioccio)
- 1978: Mina Live '78 di Mina – cori (con Miriam Del Mare, Lella Esposito e Vanda Radicchi)
- 1980: In concerto di Umberto Tozzi – foto
- 1981: Nikka Costa 1 di Nikka Costa – testi
- 1981: Cicale & Company di Heather Parisi – testi
- 1982: Immersione di Adriano Pappalardo – foto

## Singoli
- 1973: Louisandella/Go Man[3] (Numero Uno, ZN 50308)
- 1973: Go Man/Incontro d'amore[3] (Numero Uno, ZN 50309)
- 1973: Our Dear Angel/Go Man[3] (Numero Uno, ZN 50321)
- 1973: Ma è un canto brasileiro/Our Dear Angel[4][3] (Numero Uno, JBZN 59322; il brano sul lato A è cantato da Lucio Battisti)
- 1975: Feedin' on Dreams/Phoenix[3] (Numero Uno, ZN 55654)

## Canzoni scritte da Marva Jan Marrow
| Anno | Titolo                       | Autori del testo                                   | Autori della musica                             | Interpreti                |
| ---- | ---------------------------- | -------------------------------------------------- | ----------------------------------------------- | ------------------------- |
| 1973 | Spacey Stacey                | Marva Jan Marrow                                   | Eugenio Finardi                                 | Eugenio Finardi           |
| 1973 | Hard Rock Honey              | Marva Jan Marrow                                   | Eugenio Finardi                                 | Eugenio Finardi           |
| 1973 | Our Dear Angel               | Marva Jan Marrow                                   | Lucio Battisti                                  | Marva Jan Marrow          |
| 1973 | Go Man                       | Marva Jan Marrow                                   | Tony Renis                                      | Marva Jan Marrow          |
| 1973 | Bambina sbagliata            | Marva Jan Marrow · Mogol                           | Alberto Radius · Tony Cicco · Gabriele Lorenzi  | Formula 3                 |
| 1973 | Rapsodia di Radius           | Marva Jan Marrow · Mogol                           | Alberto Radius · Tony Cicco · Gabriele Lorenzi  | Formula 3                 |
| 1973 | Voo Doo Woman                | Marva Jan Marrow · Myles Rudge                     | Renzo Cochis · Piero Cassano                    | J.E.T.                    |
| 1973 | Satan Is Waitin'             | Marva Jan Marrow · Gus Goodchild                   | Renzo Cochis · Piero Cassano                    | J.E.T.                    |
| 1974 | Oh Oh Oh                     | Marva Jan Marrow                                   | Giancarlo Bigazzi · Gianni Bella                | Marcella Bella            |
| 1975 | Where Is Paradise?           | Marva Jan Marrow                                   | Ivano Fossati                                   | Ivano Fossati             |
| 1975 | Harvest Moon                 | Marva Jan Marrow                                   | Ivano Fossati                                   | Ivano Fossati             |
| 1975 | Feedin' on Dreams            | Marva Jan Marrow                                   | Marva Jan Marrow                                | Marva Jan Marrow          |
| 1975 | Phoenix                      | Marva Jan Marrow                                   | Marva Jan Marrow                                | Marva Jan Marrow          |
| 1975 | From Under                   | Marva Jan Marrow · Mauro Pagani                    | Ivan Graziani · Franco Mussida · Flavio Premoli | Premiata Forneria Marconi |
| 1975 | Chocolate Kings              | Marva Jan Marrow · Mauro Pagani                    | Franco Mussida                                  | Premiata Forneria Marconi |
| 1975 | Outside                      | Marva Jan Marrow                                   | Vittorio Nocenzi                                | Banco del Mutuo Soccorso  |
| 1975 | Leave Me Alone               | Marva Jan Marrow                                   | Vittorio Nocenzi                                | Banco del Mutuo Soccorso  |
| 1975 | Nothing's the Same           | Marva Jan Marrow                                   | Vittorio Nocenzi                                | Banco del Mutuo Soccorso  |
| 1976 | Blue                         | Marva Jan Marrow · Graham Johnson · Aldo Stellita  | Carlo Marrale · Piero Cassano                   | Matia Bazar               |
| 1976 | Suffering from Memories      | Marva Jan Marrow · Graham Johnson · Aldo Stellita  | Carlo Marrale · Piero Cassano                   | Matia Bazar               |
| 1977 | Jet Lag                      | Marva Jan Marrow · Franz Di Cioccio                | Franco Mussida · Flavio Premoli                 | Premiata Forneria Marconi |
| 1977 | Breakin' In                  | Marva Jan Marrow · Franz Di Cioccio                | Franco Mussida · Flavio Premoli                 | Premiata Forneria Marconi |
| 1977 | Left-Handed Theory           | Marva Jan Marrow · Franz Di Cioccio                | Franco Mussida · Flavio Premoli                 | Premiata Forneria Marconi |
| 1977 | Traveler                     | Marva Jan Marrow · Franz Di Cioccio                | Franco Mussida · Flavio Premoli                 | Premiata Forneria Marconi |
| 1978 | Marva                        | Marva Jan Marrow · Ivan Graziani                   | Marva Jan Marrow                                | Patty Pravo               |
| 1978 | Qua Qua Qua                  | Marva Jan Marrow · Franco Godi · Maurizio Nichetti | Franco Godi                                     | Franco Godi               |
| 1979 | Margherita (Love in the Sun) | Marva Jan Marrow · Maria Rosa Conz                 | Pino Massara                                    | Pino Massara              |
| 1980 | Felicidad (Margherita)       | Marva Jan Marrow                                   | Pino Massara                                    | Boney M.                  |
| 1980 | Amigo                        | Marva Jan Marrow                                   | Pino Massara · Michelangelo La Bionda           | Pino Massara              |
| 1981 | Bubble Full of Rainbows      | Marva Jan Marrow                                   | Tony Renis                                      | Nikka Costa               |
| 1981 | Lady Rock                    | Marva Jan Marrow                                   | Ivano Fossati                                   | Lara Saint Paul           |
| 1981 | Sunrise                      | Marva Jan Marrow                                   | Stelvio Cipriani                                | Josy Nowack               |
| 1981 | Lucky Girl                   | Marva Jan Marrow                                   | Marva Jan Marrow                                | Heather Parisi            |
| 1981 | Springtime                   | Marva Jan Marrow                                   | Fio Zanotti                                     | Heather Parisi            |
| 2004 | Merry Christmas in Love      | Marva Jan Marrow                                   | Tony Renis                                      | Renee Olstead             |